# Marcus Litborn
Bo Marcus Harry Litborn, född 26 maj 1980 i Stöpen, är en svensk tidigare handbollsspelare (mittnia).

## Karriär
Litborn har HK Country som moderklubb. 1999 kom han som spelare till IFK Skövde. Han spelade sedan sju säsonger för IFK Skövde och gjorde 239 matcher för klubben och 401 mål. 2006 sökte han sig till Haslum i Norge. Han spelade 2006 i Cupvinnarcupen för Haslum men åkte ut i åttondelsfinalen. Men Marcus Litborn fick bra betyg av pressen. Efter två år i Haslum flyttade han till Sverige och spelade ett år IFK Trelleborg. Året efter återkom han till Norge och Drammen HK och  med den klubben vann han grundserien i Norge. Men i slutspelet blev Fyllinge vinnare så det blev ingen mästerskapstitel. Efter en säsong i Drammen flyttade Litborn hem till IFK Skövde igen. Där avslutade han sin karriär 2012. Han hade kontrakt till 2013 men fick inte spela för klubben så det blev en tråkig avslutning på karriären. 
Marcus Litborn gjorde 11 U-landskamper och gjorde 12 mål. Han har inga A-landslagsmeriter.